# Czarny Hron
Czarny Hron (słow. Čierny Hron) – potok na obszarze powiatu Brezno na Słowacji o długości 25,8 km, duży lewostronny dopływ Hronu. Jego średni przepływ u ujścia wynosi 3 m³/s.
Czarny Hron płynie w całości przez Balockie Wierchy (słow. Balocké vrchy) w grupie Rudaw Weporskich. Źródła ma na północnym stoku szczytu Sedmák (1004 m n.p.m.), na wysokości 935 m n.p.m. Początkowo potok spływa w kierunku północnym, a od osady Dobroč przyjmuje kierunek północno-zachodni. Przepływa przez teren rozległej wsi Čierny Balog, po czym meandrując wcina się w północny skraj Balockich Wierchów. Tu przyjmuje swoje największe dopływy – lewobrzeżny Kamenistý potok i również lewobrzeżny potok Osrblianka, po czym w miejscu zwanym Chvatimech, pomiędzy miejscowościami Valaská a Podbrezová, uchodzi do Hronu na wysokości ok. 475 m n.p.m.
W dolinie Czarnego Hronu na początku XX w. powstała rozległa sieć wąskotorowej kolei leśnej (czarnohrońska kolej leśna), która została reaktywowana w latach 90. XX w.